# Rapen
Rapen ist eine Bauerschaft und Ortsteil der Stadt Oer-Erkenschwick im Kreis Recklinghausen. Rapen besteht sowohl aus ländlichen Siedlungen, als auch städtischen Siedlungen und Industriegebieten.

## Geographische Lage
Rapen liegt im Osten des Stadtgebiets und grenzt im Osten an die Dattelner Bauerschaften Bockum, Hachhausen und an den Winkel und im Südosten an das Dorf Horneburg. Im Westen grenzt Rapen an Klein- und Groß Erkenschwick.
In Rapen liegt ein Teil der Haard und die Diller Mark. Es mündet der Dattelner Mühlenbach hier und verzweigt sich in den Steinrapener Bach und den Westerbach. In Rapen liegt auch die Ortschaft Holtgarde. Auch der Stimberg und Stimbergpark liegen auf Rapener Gebiet.
Industriegebiete wie Hübelkamp oder Dillenburg prägen die lokale Industrie Oer-Erkenschwicks. Es befindet sich unter anderem eine Wurstfabrik der Barfuss GmbH (mittlerweile Teil von Westfleisch) in Rapen sowie den Indoorspielplatz für Kinder das Flipp Flopp.

## Geschichte

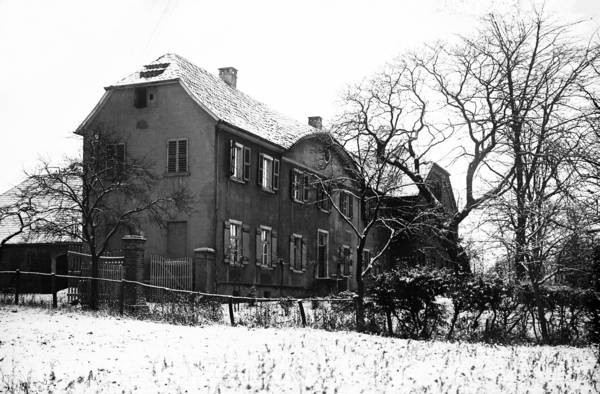
Die Dillenburg um 1915

Bis 1926 war Rapen unter der Verwaltung vom Amt Datteln. Die erste Erwähnung Rapens war 1140 im Werdener Urbar.
Rapen entstand aus seinem historischen Hauptort Steinrapen und wuchs im Laufe der Industrialisierung immer mehr an Erkenschwick heran.
Außerdem bestand im Zeitraum von 1822 bis 1977 eine Burg auf dem Hügelrücken des Steinrapener Tales namens Dillenburg. Die Dillenburg lag auf dem Gut Dillenburg welche sich von der Recklinghäuser Straße bis zum Steinrapener Bach erstreckte. Das ehemalige Grundstück der Burg ist im Dezember 1977 abgerissen worden und stand auf dem heutigen gleichnamigen Industriegebiet.

## Kultur

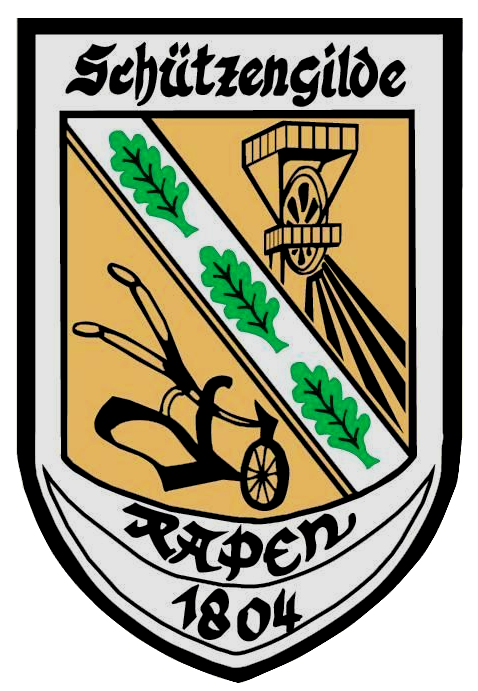
Das Bild zeigt das Wappen der 1804 gegründeten Schützengilde Rapen. Rechts ist die Zeche Ewald zu sehen

In Rapen wurde 1804 die Schützengilde Rapen von 1804 e.V. gegründet.